# إميليو أولوا
إميليو أولوا (بالإسبانية: Emilio Ulloa) هو منافس ألعاب قوى تشيلي، ولد في 22 أكتوبر 1952 في أريكا في تشيلي.

## وصلات خارجية
- إميليو أولوا على موقع الاتحاد الدولي لألعاب القوى (الإنجليزية)
- إميليو أولوا على موقع اللجنة الأولمبية الدولية (الإنجليزية)
- إميليو أولوا على موقع أوليمبيديا (الإنجليزية)